# I Want to Know What Love Is
"I Want to Know What Love Is" là một power ballad  của ban nhạc rock của Anh-Mỹ Foreigner. Nó được phát hành vào tháng 11 năm 1984 dưới dạng đĩa đơn trong album thứ năm của họ, Agent Provocateur. Bài hát đạt vị trí số một ở cả Vương quốc Anh và Hoa Kỳ và là bài hit lớn nhất của nhóm cho đến nay. Nó vẫn là một trong những bài hát nổi tiếng nhất của ban nhạc và các bản hit radio bền bỉ nhất, được xếp hạng trong top 25 năm 2000, 2001 và 2002 trên bảng xếp hạng Hot Recurrents Đương đại dành cho người lớn của Billboard. "I Want to Know What Love Is" đã tiếp tục thu hút được sự hoan nghênh quan trọng và được liệt kê là một trong những bài hát hay nhất mọi thời đại của Tạp chí Rolling Stone tại vị trí thứ 479. Bài hát cũng được đưa vào nhạc nền trong một số bộ phim.

## Thông tin bài hát
Mick Jones
Được viết và sáng tác bởi Mick Jones, với một phần chưa được xác định (khoảng 5% theo Jones và 40% theo Gramm) của Lou Gramm, và được Jones và Alex Sadkinsản xuất, "I Want to Know What Love Is" là đĩa đơn phát hành từ album Agent Provocateur (1984). Bài hát có các giọng hát được hỗ trợ từ Dàn hợp xướng đại chúng ở New Jersey liên kết với Xưởng âm nhạc Phúc âm của Mỹ, ngôi sao của Dreamgirls Jennifer Holliday, và tác phẩm bàn phím của Tom Bailey, người hát chính của ban nhạc Thompson Twins. Dàn hợp xướng cũng xuất hiện trong video âm nhạc của bài hát.
"I Want to Know What Love Is" đạt vị trí số một trong Bảng xếp hạng đĩa đơn của Anh vào ngày 15 tháng 1 năm 1985, thay thế " Do They know It Christmas? " Của Band Aid, ở lại đó trong ba tuần và đánh bại bài hát thống trị của Madonna "Like a Virgin" khỏi vị trí số một trên Billboard Hot 100 vào ngày 2/2/1985. Đó là bài hát đứng đầu bảng xếp hạng nhạc pop đầu tiên và duy nhất của Foreigner ở một trong hai quốc gia, mặc dù ban nhạc đã có bốn bản hit Mainstream Rock số một và bản phát thanh dành cho người lớn đương đại số một ở Mỹ. Đây là đĩa đơn thứ ba trong số bốn đĩa đơn số một trên bảng xếp hạng Mainstream Rock. Bài hát đã dành năm tuần ở vị trí số một tại Úc và cũng đứng đầu các bảng xếp hạng ở Canada, Ireland, New Zealand, Na Uy và Thụy Điển, vươn lên vị trí thứ hai ở Thụy Sĩ và Nam Phi.